# Lyne Beaumont
Lyne Beaumont, född den 23 januari 1978 i Québec, Kanada, är en kanadensisk konstsimmare.
Hon tog OS-brons i lagtävlingen i konstsim i samband med de olympiska konstsimstävlingarna 2000 i Sydney.